# Casa Lutzenberger
A Casa Lutzenberger, situada à Rua Jacinto Gomes, n.° 39, no bairro Santana, é um prédio histórico da cidade brasileira de Porto Alegre, capital do estado do Rio Grande do Sul. Originalmente a residência da família Lutzenberger, a casa foi tombada pelo Patrimônio Histórico e Cultural de Porto Alegre em 8 de agosto de 2012.

## História
O casarão foi construído em 1932 pelo engenheiro, arquiteto e artista plástico Joseph Lutzenberger, natural da Alemanha. Além da própria residência, ele projetou e construiu diversos prédios importantes na cidade, como a Igreja São José, o Palácio do Comércio e o Instituto Pão dos Pobres, e seus trabalhos artísticos — alguns em exibição na casa — retratam o cotidiano dos cidadãos porto-alegrenses do início do século XX e do gaúcho tradicional.
Ao falecer, em 1952, a casa passou para seu filho, o internacionalmente renomado ambientalista José Lutzenberger, pioneiro no Brasil no movimento ecológico e criador da Fundação Gaia e da empresa Vida. José Lutzenberger residiu no casarão até sua morte, em 2002. Depois disso, o casarão permaneceu desocupado por oito anos, período em que necessitou de reformas estruturais. O pedido de tombamento do imóvel — hoje totalmente restaurado e aberto para visitação — partiu das filhas do último Lutzenberger. A Casa Lutzenberger abriga ainda a sede da empresa Vida, criada pelo ambientalista em 1979.